# گرینویچ (نیو ساوت ولز)
گرینویچ (به انگلیسی: Greenwich) یک حومه شهر در استرالیا است که در نیو ساوت ولز واقع شده‌است.